# 35365 Cooney
35365 Cooney è un asteroide della fascia principale. Scoperto nel 1997, presenta un'orbita caratterizzata da un semiasse maggiore pari a 2,2910971 UA e da un'eccentricità di 0,0702148, inclinata di 5,61441° rispetto all'eclittica.